# Singafrotypa
Singafrotypa là một chi nhện trong họ Araneidae.